# Audi A7
Audi A7 Sportback je coupé njemačkog proizvođača Audija koji se nalazi na A6 platformi luksuzne klase i nalazi se ispod Audija A8. Predstavljen je 27. srpnja 2010. godine u münchenskoj "Pinakothek der Moderne".
Namijenjen je kao konkurent Mercedes-Benz CLS-klase i BMW serije 5 Gran Turismo-a.
Planirana je i proizvodnja A7 cabrioleta i A7 coupéa s dvoje vrata.

## Dizajn
Audi A7 Sportback bazira na studiji Audi Sportback Concept. Dizajn je više konzervativan i orijentira se na druge Audi modele. Kokpit je gotovo 1:1 preuzet iz studije. A7 Sportback ima prilično prosječan koeficijent otpora zraka od 0,28, a kod 130 km/h automatski se razvozi stražnji spojler.

## Specifikacije
|                               | 2.8 FSI               | 3.0 TFSI                  | 3.0 TDI                   | 3.0 TDI                   |
| ----------------------------- | --------------------- | ------------------------- | ------------------------- | ------------------------- |
| Proizvodnja:                  | od 07/2010            | od 07/2010                | od 10/2010                | od 07/2010                |
| Tip motora:                   | benzinski V6 motor    | benzinski V6 motor        | dizelski V6 motor         | dizelski V6 motor         |
| Obujam:                       | 2773 cm³              | 2995 cm³                  | 2967 cm³                  | 2967 cm³                  |
| max. snaga pri min-1:         | 150 kW (204 PS)/5250  | 220 kW (300 PS)/5250–6500 | 150 kW (204 PS)/3750–4500 | 180 kW (245 PS)/4000–4500 |
| max. broj okretaja pri min-1: | 280 Nm/3000–5000      | 440 Nm/2900–4500          | 400 Nm/1250–3500          | 500 Nm/1400–3250          |
| Pogon, standardni:            | quattro               | quattro                   | prednji pogon             | quattro                   |
| Mjenjač, standardni:          | 7-stupanjski S tronic | 7-stupanjski S tronic     | Multitronic               | 7-stupanjski-S tronic     |
| Težina:                       | 1805 kg               | 1860 kg                   | 1770 kg                   | 1845 kg                   |
| 0–100 km/h:                   | 8,3 s                 | 5,6 s                     | 7,4 s                     | 6,3 s                     |
| Höchstgeschwindigkeit:        | 235 km/h              | 250 km/h                  | 235 km/h                  | 250 km/h                  |
| Potrošnja (ukupno) na 100km:  | 8,0 l Super           | 8,2 l Super               | 5,3 l Dizel               | 6,0 l Dizel               |
| CO2 emisija (ukupno):         | 187 g/km              | 190 g/km                  | 139 g/km                  | 158 g/km                  |

## Vanjske poveznice
- Audi Hrvatska  Arhivirana inačica izvorne stranice od 19. lipnja 2011. (Wayback Machine)